# Ralph Schor
Pour les articles homonymes, voir Schor.
Ralph Schor, né en 1941, est un historien français, ancien professeur d'histoire contemporaine à l'université Nice-Sophia-Antipolis.

## Biographie
Agrégé d'histoire, Ralph Schor soutient sa thèse de doctorat d'État à l'Université de Provence (Aix-Marseille), à Aix-en-Provence , sous la direction de Pierre Guiral et Émile Temime en 1980, sur l'opinion publique et l'immigration en France de 1919 à 1939.
A l'université de Nice, ses travaux portent essentiellement sur l'histoire de l'immigration, de l'antisémitisme et des années 1930 en France, sur l'immigration américaine en France, sur  l'exil avec notamment l'Écrire en exil. Les écrivains étrangers en France, 1919-1939 ,, et plus récemment sur l'identité et la nation française.
Il a également publié plusieurs travaux consacrés à l'histoire de Nice et des Alpes-Maritimes.
Il a enfin dirigé à l'université de Nice 28 thèses d'historiens français et tunisiens, dont celles de Véronique Thuin-Chaudron, Jean-Rémy Bézias, Stéphane Mourlane, Yvan Gastaut, Riadh Ben Khalifa, Jean-Paul Pellegrinetti, Anis Ben Ali, Damon Mayaffre ou Henri Courrière.
En 2015, l'historien Jean-Paul Pellegrinetti fait publier chez Garnier un ouvrage intitulé La Méditerranée en passion: mélanges d'histoire contemporaine offerts à Ralph Schor en son honneur et qui réunit les contributions de plusieurs générations de chercheurs.

## Publications
- L'opinion française et les étrangers en France, 1919-1939, Paris, Publications de la Sorbonne, coll. « France XIXe-XXe siècles » (no 22), 1985, X-761 p. (ISBN 978-2-85944-071-8, BNF 36623916, présentation en ligne).
- L'antisémitisme en France pendant les années trente : prélude à Vichy, Bruxelles, Éditions Complexe, coll. « Questions au XXe siècle » (no 49), 1991, 380 p. (ISBN 2-87027-428-9, présentation en ligne), [présentation en ligne]. Réédition : L'antisémitisme en France dans l'entre-deux-guerres : prélude à Vichy, Bruxelles, Éditions Complexe, coll. « Historiques » (no 144), 2005, 380 p. (ISBN 978-2-8048-0050-5, BNF 40012033).
- Crises et dictatures dans l'Europe de l'entre-deux-guerres, Paris, Nathan, 1993.
- Histoire de l'immigration en France de la fin du XIXe siècle à nos jours, Paris, Armand Colin, 1996.
- La France dans la Première Guerre mondiale, Paris, Nathan, 1997.
- Français et immigrés en temps de crise, Paris, L'Harmattan, 2004 (présentation en ligne).
- Histoire de la société française au XXe siècle, Paris, Belin, 2004 (présentation en ligne).
- Chronologie commentée de la Deuxième Guerre mondiale, coécrit avec André Kaspi et Nicole Pietri, Perrin, Paris, 2010
- Ralph Schor (sous la direction de), Dictionnaire historique et biographique du comté de Nice, volume IV de la collection « Encyclopædia Niciensis », Nice, Serre, 2002, 412 pages  (ISBN 978-2864103660)
- Ralph Schor, Henri Courrière (sous la direction de), Le comté de Nice, la France et l'Italie. Regards sur le rattachement de 1860, Nice, Serre, 2011.
- Nice cosmopolite, 1860-2010, avec Yvan Gastaut et Stéphane Mourlane, Paris, Autrement, 2010.
- Portraits de femmes de la Côte d'Azur - Dictionnaire biographique au féminin, coécrit avec Suzanne Cervera, Ralph Schor et Véronique Thuin, Ed. Serre, 2011.
- Le dernier siècle français, 1914-2014, Perrin, Paris, 2016.
- Le Paris des écrivains américains, 1919-1939, Paris, Perrin, 2021.